# 魂柱

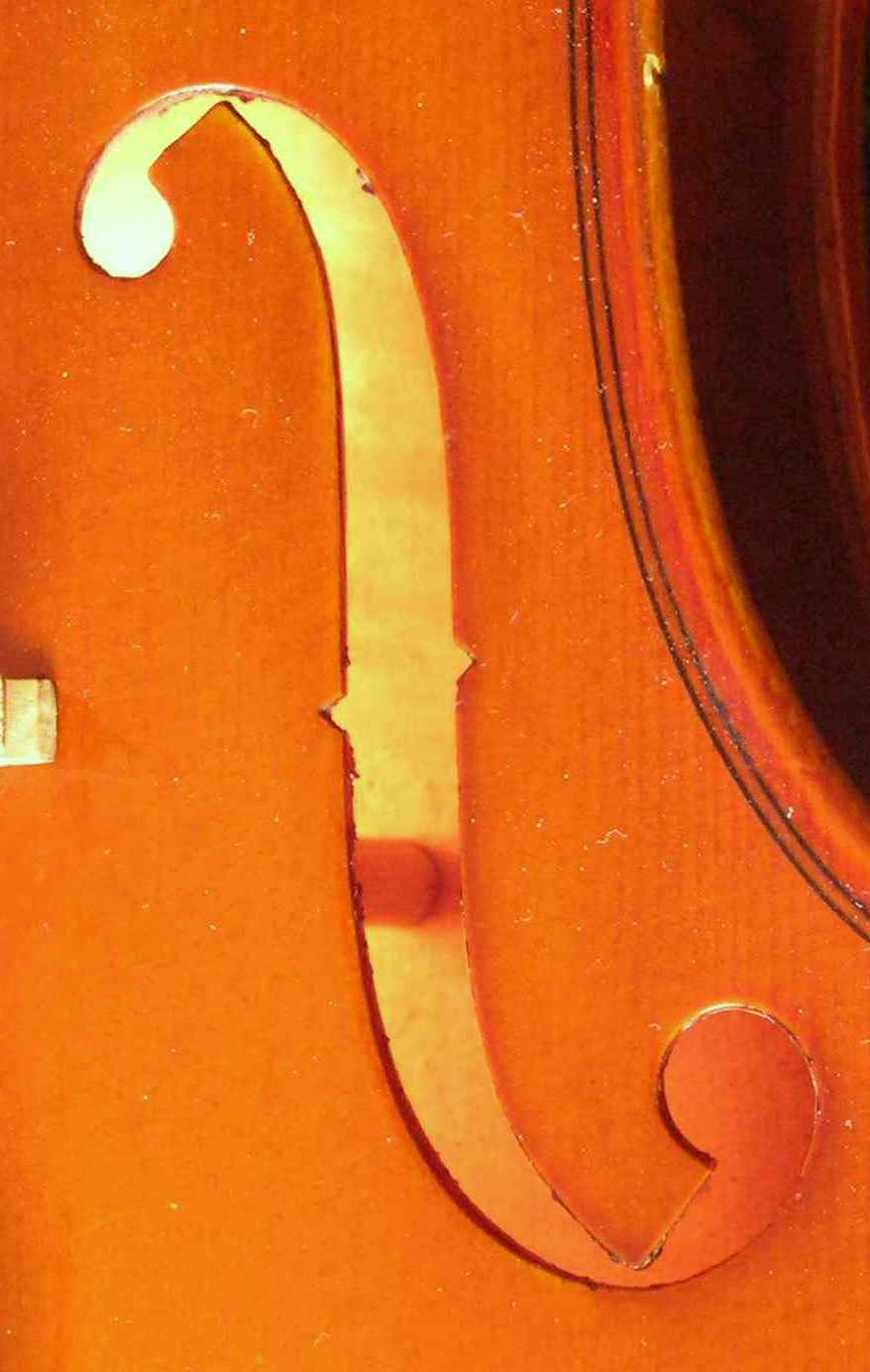
ヴァイオリンの魂柱 f字孔の奥に魂柱が見える

魂柱（こんちゅう、たまばしら）とは、ヴァイオリン属の楽器において、表板と裏板を直接つなげる唯一の棒である。魂柱により音が裏板まで振動し、楽器全体に音が響くようになる。
多くは弦の張力によって表板にかかる圧力で、裏板との間に挟まれている状態で取り付けられている。楽器によっては接着剤で固定されているものもある。駒より若干下の位置にある。材料はスプルースである。
弦の交換時に全ての弦を外してしまうと、表板に対する圧力が無くなり、結果として魂柱が外れてしまうことがある。
その場合は、専門家による取り付けが必要となる。取り付けはf字孔から行う。